# Dicranomyia (Dicranomyia) fullawayi fullawayi
Dicranomyia (Dicranomyia) fullawayi fullawayi is een ondersoort van de tweevleugelige Dicranomyia (Dicranomyia) fullawayi uit de familie steltmuggen (Limoniidae). De ondersoort komt voor in het Oriëntaals en Australaziatisch gebied.